# Quebrada La Rosa
La quebrada La Rosa es una de las corrientes hídricas más importantes del nororiente de la ciudad de Medellín, recorre parte de las comunas de Popular y Santa Cruz. Siendo la cuenca más importante de estos lugares.

## Cauce y hechos históricos
La quebrada La Rosa nace a 2170 metros sobre el nivel del mar en la ladera nororiental de Medellín, cerca al barrio Santo Domingo Savio en Popular, al llegar al perímetro urbano de la ciudad su cauce es estrangulado por las culatas de las viviendas que e asientan en sus áreas de retiro, parte de su caudal es a su vez desviado a la quebrada Carevieja (su principal afluente), tendiendo a su vez 2 recorridos que se unen aguas arriba mucho antes de que desemboque al río Medellín. Es una de las quebradas de peor calidad de aguas en Medellín.
Esta quebrada está intervenida por construcciones que limitan su capacidad hidráulica, generando inundaciones periódicas, aunque ha mejorado esta situación con la canalización de la parte baja de la cuenca, desemboca en el río Medellín a 1438 MSNM al frente de la estación Tricentenario del Metro.

### Afluentes
A la quebrada La Rosa desaguan las quebradas Carevieja o Villa Guadalupe (principal afluente), Aguacatillo, El Zancudo, entre otras corrientes menores.